# Matthew Carle
Matthew "Matt" Carle, född 25 september 1984 i Anchorage, Alaska, är en amerikansk före detta professionell ishockeyspelare som sist spelade back för NHL-laget Nashville Predators. Han spelade tidigare för San Jose Sharks, Philadelphia Flyers och Tampa Bay Lightning och blev inröstad i NHL All-Rookie Team säsongen 2006–07. Carle valdes av San Jose Sharks i andra rundan som 47:e spelare totalt i 2003 års NHL-draft. Han vann Hobey Baker Award år 2006. 

## Meriter
- 2003–04: WCHA - All-Rookie Team
- 2004–05: NCAA - Final Four All-Tournament Team
- 2004–05: NCAA - West First All-American Team
- 2004–05: WCHA - First All-Star Team
- 2005–06: Hobey Baker Award
- 2006–07: NHL  - All-Rookie Team

## Statistik

### Klubbkarriär
| 2000–01    | NTDP                | NAHL       | 55  | 1  | 4   | 5   | 33  | —   | — | —  | —  | —  |
| 2001–02    | NTDP                | NAHL       | 7   | 1  | 2   | 3   | 0   | —   | — | —  | —  | —  |
| 2001–02    | NTDP                | USHL       | 12  | 0  | 0   | 0   | 21  | —   | — | —  | —  | —  |
| 2002–03    | River City Lancers  | USHL       | 59  | 12 | 30  | 42  | 98  | 11  | 2 | 2  | 4  | 20 |
| 2003–04    | Denver Pioneers     | WCHA       | 30  | 5  | 21  | 26  | 33  | —   | — | —  | —  | —  |
| 2004–05    | Denver Pioneers     | WCHA       | 41  | 12 | 28  | 40  | 62  | —   | — | —  | —  | —  |
| 2005–06    | Denver Pioneers     | WCHA       | 39  | 11 | 42  | 53  | 58  | —   | — | —  | —  | —  |
| 2005–06    | San Jose Sharks     | NHL        | 12  | 3  | 3   | 6   | 14  | 11  | 0 | 3  | 3  | 4  |
| 2006–07    | Worcester Sharks    | AHL        | 3   | 0  | 2   | 2   | 0   | —   | — | —  | —  | —  |
| 2006–07    | San Jose Sharks     | NHL        | 77  | 11 | 31  | 42  | 30  | 11  | 2 | 3  | 5  | 0  |
| 2007–08    | San Jose Sharks     | NHL        | 62  | 2  | 13  | 15  | 26  | 11  | 0 | 1  | 1  | 4  |
| 2008–09    | Tampa Bay Lightning | NHL        | 12  | 1  | 1   | 2   | 6   | —   | — | —  | —  | —  |
| 2008–09    | Philadelphia Flyers | NHL        | 64  | 4  | 20  | 24  | 16  | 6   | 0 | 3  | 3  | 4  |
| 2009–10    | Philadelphia Flyers | NHL        | 80  | 6  | 29  | 35  | 16  | 23  | 1 | 12 | 13 | 8  |
| 2010–11    | Philadelphia Flyers | NHL        | 82  | 1  | 39  | 40  | 23  | 11  | 0 | 4  | 4  | 2  |
| 2011–12    | Philadelphia Flyers | NHL        | 82  | 4  | 34  | 38  | 36  | —   | — | —  | —  | —  |
| 2012–13    | Tampa Bay Lightning | NHL        | 48  | 5  | 17  | 22  | 4   | —   | — | —  | —  | —  |
| 2013–14    | Tampa Bay Lightning | NHL        | 82  | 2  | 29  | 31  | 28  | 4   | 1 | 0  | 1  | 0  |
| 2014–15    | Tampa Bay Lightning | NHL        | 59  | 4  | 14  | 18  | 26  | 25  | 0 | 3  | 3  | 4  |
| NHL totalt | NHL totalt          | NHL totalt | 660 | 43 | 230 | 273 | 225 | 113 | 6 | 33 | 39 | 32 |

### Internationellt
| År            | Lag           | Turnering     |               | Matcher | Mål | Assist | Poäng | Utv |
| ------------- | ------------- | ------------- | ------------- | ------- | --- | ------ | ----- | --- |
| 2002          | USA           | WJC18         | 8             | 0       | 3   | 3      | 2     |     |
| 2004          | USA           | JVM           | 6             | 1       | 0   | 1      | 4     |     |
| 2013          | USA           | VM            | 10            | 0       | 2   | 2      | 2     |     |
| Junior totalt | Junior totalt | Junior totalt | Junior totalt | 14      | 1   | 3      | 4     | 6   |
| Senior totalt | Senior totalt | Senior totalt | Senior totalt | 10      | 0   | 2      | 2     | 2   |